# Adelopora fragilis
Adelopora fragilis is een hydroïdpoliep uit de familie Stylasteridae. De poliep komt uit het geslacht Adelopora. Adelopora fragilis werd in 1991 voor het eerst wetenschappelijk beschreven door Cairns. 